# Pteronemobius montigenus
Pteronemobius montigenus är en insektsart som beskrevs av Lucien Chopard 1945. Pteronemobius montigenus ingår i släktet Pteronemobius och familjen syrsor. Inga underarter finns listade i Catalogue of Life.